# Ateism negativ și pozitiv
|  | stânga  | Atei Impliciți "'negativi" / "slabi" / "moderați" care nu au o credință în Dumnezeu fără a nega explicit conceptul, include copii foarte mici, cei care nu sunt familiarizați cu conceptul sau sunt cu adevărat indeciși. |
|  | dreapta | Atei Expliciți "negativi" / "slabi" / "moderați" care nu cred că Dumnezeu există în mod necesar. |
|  | dreapta | Atei Expliciți "pozitivi" / "puternici" / "duri" care cred ferm că Dumnezeu nu există. |

Ateismul negativ, cunoscut și sub numele de ateism slab sau moderat, se referă la o formă de  ateism în care o persoană nu crede în existența niciunei zeități, dar nu afirmă în mod explicit că nu există nicio zeitate. Pe de altă parte, ateismul pozitiv, numit și ateism puternic sau dur, afirmă explicit că nu există nicio zeitate.
Termenii „ateism negativ” și „ateism pozitiv” au fost folosiți de Antony Flew în 1976 și au apărut ulterior în scrierile lui George H. Smith⁠(d) și Michael Martin începând cu 1990.

## Domeniul de aplicare
Datorită flexibilității termenului „Dumnezeu”, o persoană poate fi considerată un ateist pozitiv/puternic în ceea ce privește anumite concepții despre Dumnezeu, rămânând, în același timp, un ateist negativ/slab în legătură cu altele. De exemplu, Dumnezeul teismului clasic este adesea văzut ca o ființă supremă personală, atotputernică, atotștiutoare⁠(d), omniprezentă și omnibenevolentă, preocupată de oameni și de treburile umane. O persoană ar putea fi un ateist pozitiv în ceea ce privește o astfel de zeitate, dar ar putea rămâne un ateist negativ în raport cu o concepție deistă despre Dumnezeu, respingând credința într-o astfel de zeitate, dar neafirmând în mod explicit că aceasta este falsă.
Ateismul pozitiv și negativ sunt frecvent utilizate de filozoful George H. Smith⁠(d) ca sinonime pentru categoriile mai puțin cunoscute de ateism implicit și explicit, referindu-se, de asemenea, la faptul dacă un individ susține sau nu o opinie specifică conform căreia zeii nu există. Ateii „pozitivi” afirmă explicit că este fals că există vreo zeitate. În contrast, ateii „negativi” afirmă că nu cred că există vreo zeitate, dar nu susțin neapărat în mod explicit că este adevărat că nu există nicio zeitate. Cei care nu cred că există vreo zeitate, dar nu își afirmă această necredință, sunt incluși printre ateii impliciți. Printre aceștia se numără: copii și adulți care nu au auzit niciodată de zeități; persoane care au auzit de zeități, dar nu au acordat o atenție considerabilă ideii; și anumiți agnostici care suspendă credința în zeități, dar nu resping această credință. Toți ateii impliciți sunt clasificați în categoria negativă/slabă.
În clasificarea ateismului negativ, agnosticii sunt adesea considerați atei. Totuși, validitatea acestei clasificări este disputată, iar unii atei proeminenți, precum Richard Dawkins, o evită. În cartea sa Dumnezeu: o amăgire, Dawkins descrie persoanele pentru care probabilitatea existenței lui Dumnezeu este între „foarte mare” și „foarte mică” ca fiind „agnostice” și rezervă termenul de „ateu puternic” pentru cei care susțin că știu că nu există Dumnezeu. El se consideră un „ateu de facto”, dar nu un „ateu puternic” pe această scară. În cadrul ateismului negativ, filozoful Anthony Kenny⁠(d) distinge în continuare între agnostici, care consideră că afirmația „Dumnezeu există” este incertă, și noncognitiviștii teologici, care consideră că orice discuție despre zei este lipsită de sens.